# 羅斯巴赫河 (施泰因巴赫河支流)
50°0′22.08″N 9°6′27.95″E / 50.0061333°N 9.1077639°E

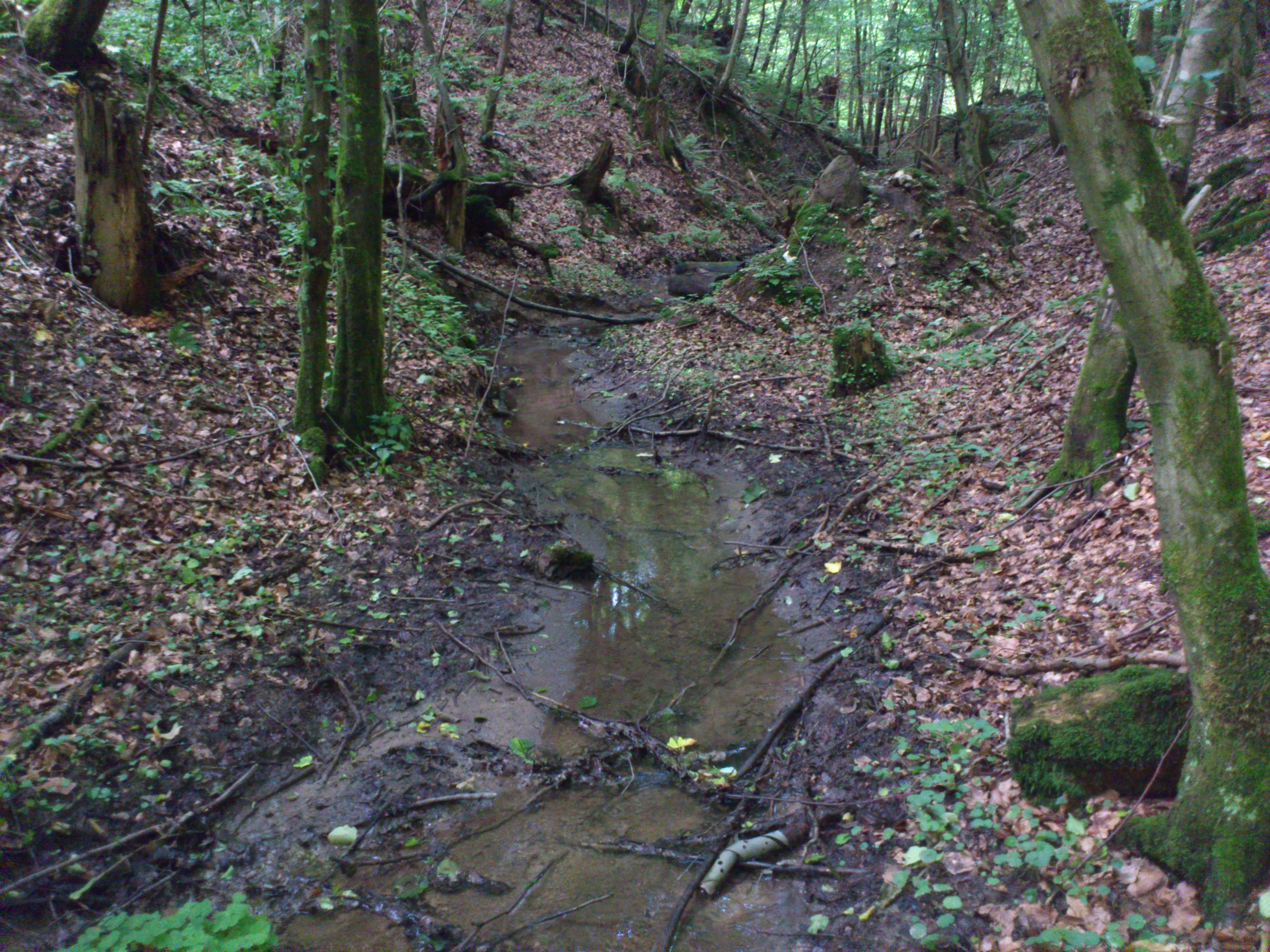

羅斯巴赫河（德語：Roßbach），是德國的河流，位於該國東南部，由巴伐利亞負責管轄，屬於施泰因巴赫河的右支流，河道全長1.1公里，流域面積0.85平方公里。